# Schwarzwasserbach (Ems)
Der Schwarzwasserbach ist ein orografisch linkes Nebengewässer der oberen Ems in Nordrhein-Westfalen, Deutschland. Er hat eine Länge von 6,0 km und ist das erste benannte Gewässer, das von der Ems nach deren Ursprung aufgenommen wird. 

## Flussverlauf
Der Schwarzwasserbach entsteht im Osten des Hövelhofer Ortszentrums durch eine Bifurkation aus dem in der Senne entspringenden Krollbach. 
Während das Wasser des Krollbaches über den Haustenbach und die Lippe in den Rhein abfließt, wird das Wasser des rechtsseitig abzweigenden Schwarzwasserbaches der Ems zugeführt.
Der Bach durchquert Hövelhof nach seiner Entstehung zentral und erreicht westlich der Ortschaft das Feuchtwiesengebiet Rengeringsbruch. Oberhalb dieses Gebietes fließt dem Gewässer rechtsseitig der 6,4 km lange und im Naturschutzgebiet Moosheide entspringende Holtebach zu. Nördlich von Espeln mündet der Schwarzwasserbach schließlich in die Ems und ist damit offiziell deren erster benannter Zufluss.

## Differenzen bei der Einordnung

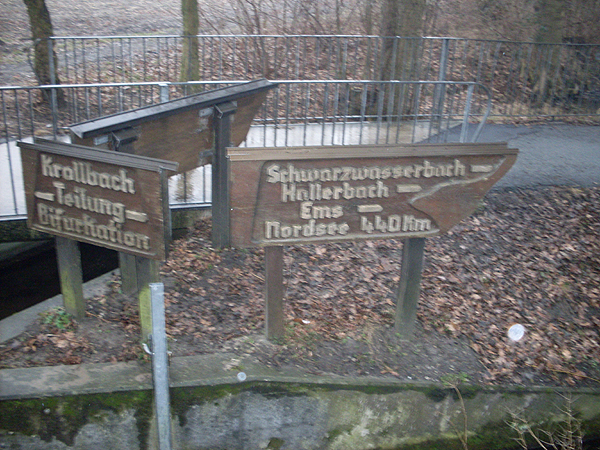
Ehemalige Infotafel an der Bifurkation

Die Aussage, dass es sich beim Schwarzwasserbach um den ersten Emszufluss handelt, ist nicht ganz eindeutig. Durch das offizielle Geodatenmaterial ist dies als Tatsache belegt. Andere Quellen schreiben diese Eigenschaft jedoch dem Hallerbach zu, obwohl es sich bei diesem Gewässer um einen Zufluss des Holtebaches handelt. Hier ist die Abgrenzung ebenfalls nicht eindeutig, da die beiden Bäche auch alternativ als "Oberer Hallerbach" bzw. "Unterer Hallerbach" bezeichnet werden. Auch die an der Bifurkation 
befindliche hölzerne Infotafel nennt den Hallerbach als Mündungsgewässer des Schwarzwasserbaches.

## Geschichte und Etymologie
Der Lauf des Schwarzwasserbaches hat sich im Laufe der letzten Jahrhunderte infolge von Sandablagerungen immer wieder verlagert, 
was einen für die Sennebäche nicht untypischen Vorgang darstellt. Im 17. Jahrhundert nutzte man das Wasser des Baches zur Speisung der Gräfte um das neu errichtete Jagdschloss. In jener Zeit wurde die Pflege des Baches stark vernachlässigt, eine durch die 
Sandablagerungen verursachte Verlangsamung der Fließgeschwindigkeit war die Folge. Durch den abgelagerten humosen Schlick erhielt das Gewässer eine dunkle Färbung, wodurch sich der heutige Name herleitet.

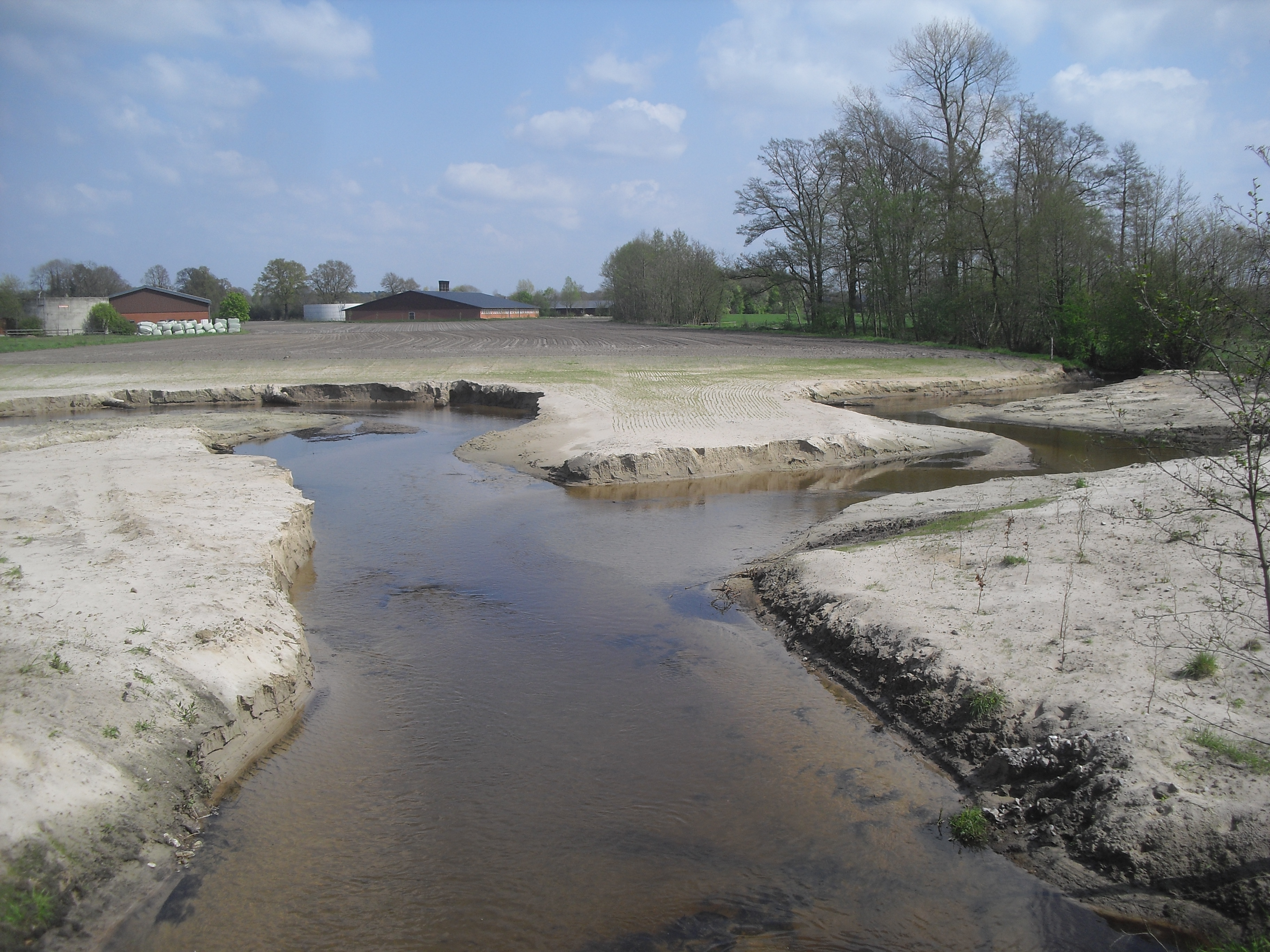
Mündung in die Ems

In den zwanziger Jahren des 19. Jahrhunderts kam es in Hövelhof zu einer schweren Fieberepidemie, der hunderte Menschen 
zum Opfer fielen. Schließlich stellte man einen Zusammenhang zwischen der Krankheit und der fortgeschrittenen Versumpfung der im Ort befindlichen Bäche – vor allem des Schwarzwasserbaches – fest, da deren Wasser regelmäßig als Trinkwasser verwendet wurde. Als Gegenmaßnahme wurde der Bach neu reguliert und vertieft; die ehemals funktionierende Wasserwirtschaft wurde damit wiederhergestellt. Der erhoffte Erfolg stellte sich ein, die Krankheit verschwand. Diese Entwicklung brachte dem Gewässer nachfolgend die Bezeichnung „Gesundheitsgraben“ ein.

## Umwelt
Die Gewässerstrukturgüte des Schwarzwasserbaches ist aktuell in einem schlechten Zustand. Sie entspricht im gesamten Verlauf den Strukturgüteklassen VI und VII und damit einer starken bzw. übermäßigen Schädigung. Innerhalb der Hövelhofer Ortsmitte ist der Zustand besonders naturfern, hier wird das Gewässer durch eine Rohrleitung geführt.
Auch die Gewässergüte ist beeinträchtigt, Gründe hierfür sind unter anderem die Einleitung von Regenwasser im Zentrum von Hövelhof sowie der Einfluss des Holtebaches, dessen Gewässerqualität durch die Querung eines Industriegebietes belastet wird.